# Fänika
Fänika, fännika (tyska: Fähnlein, 'liten fana'), betecknade under slutet av medeltiden och ända in på 1600-talet en avdelning fotfolk som följde en fana. Dess styrka överskred sällan 500 man. Ett antal fänikor förenades till ett regemente.

## Sverige
I Sverige utgjorde fänikan under hela 1500-talet den högsta enheten vid fotfolket. Varje landskap uppsatte ett, under olika tider växlande, antal fänikor, vartill kom Gårdsfänikan, ett slags garde, fänikor av präste-, frälse-, fogde-, bergslags- och andra knektar samt ett stundom betydande antal fänikor av värvat manskap.
Fänikans normalstyrka utgjorde under mitten av 1500-talet 25 rotar om 21 man, inberäknade över- och underrotmästare. Den delades i 5 kvarter under var sin kvartermästare, och dess befäl ("ämbeten") utgjordes för övrigt av 1 hövitsman, 1 fänrik, 1 löjtnant (åt fänriken), 1 profoss, 1 kaplan, 1 mönsterskrivare, 1 fältskär samt 5 trumslagare och 1 pipare eller i allt 542 personer. Styrkan växlade dock betydligt och sjönk ofta till 300, ja till 200 man. Vid 1600-talets inträde sjönk styrkan ända till 150 man, stundom mindre; fänikan fick då benämningen kompani.
De flesta svenska regementen har sitt ursprung i lokala fänikor. Ett exempel är I 15, Älvsborgs regemente som har sitt ursprung i de fänikor som under 1500-talet skapades i Västergötlands södra del.[källa behövs]
Fännika användes även om själva fanan, särskilt använt som fälttecken.